# Anaïs Perrière-Pilté
Anne Laure Joséphine Hurel, dite Anaïs Perrière-Pilté, née en 1809 et morte le 24 décembre 1878 à Paris 7e, est une femme de lettres, une salonnière et une compositrice française.

## Biographie
Anne Laure Joséphine Hurel naît à Paris en 1809, fille de Louis Hurel et Anne Charlotte Jeanne Marguerite Percin ; elle utilisera ensuite, y compris sur son état civil, le prénom d’Anaïs.
Elle épouse en 1836 à Paris Pierre Perrière-Pilté, riche industriel qui acquiert une grosse fortune avec des sociétés de gaz et l’installation de réverbères à Paris. Ils ont cinq enfants. En sus de ses activités industrielles, Pierre Perrière-Pilté rachète et exploite le théâtre du Vaudeville à Paris.
En 1869, le pape Pie IX octroie un titre de noblesse pontificale à Anaïs Perrière-Pilté et à sa famille. Elle se fera dorénavant appeler « comtesse Pilté ». Le titre de comte a été porté par son fils aîné, Henri Pilté (né en 1837).
Pendant le siège de Paris, son hôtel particulier est transformé en ambulance. Son fils cadet, Alphonse Pilté (1838-1891), maître de forges et plus tard conseiller municipal de Joinville-le-Pont, sert comme brigadier à cheval dans une unité de volontaires, l’escadron Franchetti.
Anaïs Perrière-Pilté meurt le 24 décembre 1878 à son domicile du 57, rue de Babylone à Paris. Elle était âgée de 69 ans. Elle est inhumée deux jours plus tard au cimetière du Montparnasse (division 6). En 1975, ses restes sont transférés à l'ossuaire du cimetière de l'Est.

## Parcours

### Salonnière
Anaïs Perrière-Pilté anima, après la mort de son mari en 1853, un salon dans ses hôtels particuliers successifs, rue Monsieur-le-Prince (jusqu’en 1867) puis, rue de Babylone à Paris. Selon un chroniqueur du journal Le Gaulois, Montjoyeux, « Un goût naturel l'attirait vers les arts. Elle s'y voua tout entière, et son salon devint, en peu de temps, un des plus curieux de Paris. »
Le salon de Mme Pilté, était, d’après James de Chambrier « libéralement ouvert aux arts, aux lettres, accueillait volontiers les talents ignorés de Paris et qui se trouvaient heureux d'arriver à se produire dans le fastueux hôtel de la rue de Babylone. C'était un premier pas vers la notoriété. »
De réceptions de deux types étaient organisées. « Les grands [jours] étaient ceux où la maîtresse de la maison, forte musicienne, s'offrait, toutes voiles dehors, le luxe de faire interpréter sur son théâtre, par les premiers chanteurs de l'Opéra, des œuvres d'un lyrisme compliqué. ». La presse y fait écho entre 1867 et 1877.
Des séances hebdomadaires avaient également lieu. « Les petits jours de l'hôtel Pilté — toujours un lundi — offraient cet intérêt d'y rencontrer, avec quelques illustrations du moment, un certain nombre de gens très occupés à faire leur chemin dans le monde. »

### Femme de lettres
Sous le pseudonyme d'Anaïs Marcelli, Anaïs Perrière-Pilté fait publier plusieurs ouvrages de poésie ainsi qu’une pièce de théâtre. Sa production principale se situe entre 1860 et 1866. Elle était membre de Société des auteurs et compositeurs dramatiques.
En 1875, elle fait représenter Le Talon d'Achille au théâtre Ventadour.

### Compositeur lyrique
Également sous la signature d'Anaïs Marcelli, Anaïs Perrière-Pilté est l’auteur de plusieurs pièces lyriques, diffusées entre 1866 et 1873.
Son opéra-comique en un acte, Le Sorcier, est représenté au théâtre lyrique du Chatelet à Paris le 13 juin 1866. Deux ans plus tard, il est monté au théâtre de la Monnaie de Bruxelles.
Selon Montjoyeux, Anaïs Perrière-Pilté pouvait apposer son pseudonyme (Anaïs Marcelli) sur des travaux réalisés par d’autres : « On ne jouait guère que des choses signées d'elle ce qui ne voulait pas toujours dire, prétendaient à tort de méchantes langues, composées par elle. À défaut de l'amour-propre d'auteur, qu'elle n'avait souvent que de seconde main, affirmait-on, elle avait du moins celui de signataire. Ce flanc de gloriole prêtait trop à l'exploitation pour qu'on n'essayât point d'en abuser. Si bien que, même à lui supposer du talent, elle en a noyé l'originalité dans un océan de productions confuses, sans cachet propre et sans unité. A vouloir l'obliger, de prétendus amis l'ont desservie. Elle ne laisse rien d'elle qu'une œuvre de peu d'importance, jouée plusieurs fois, je crois, à l'ancien Lyrique et appelée Le Sorcier. »
Pour Arthur Pougin, en dehors de son salon, les œuvres d’Anaïs Perrière-Pilté « n'obtinrent qu'un succès absolument négatif ». Selon ce critique musical, « les applaudissements complaisants qui accueillaient, dans l’intimité, ces productions vraiment enfantines, ne se retrouvaient plus devant le vrai public, qui, ayant payé sa place au théâtre, manifestait de tout autres exigences. »

### Poésie
- Chants de Memphis, E. Dentu, 1860
- Musée poétique, J. Hetzel, Paris, 1866

### Théâtre
- Le Talon d'Achille, comédie-drame en 3 actes, J. Claye, 1865
- L'Écouteuse, comédie, 1874

## Œuvres lyriques
- Le Sorcier, opéra-comique en 1 acte, paroles et musique de Mme Anaïs Marcelli. Michel-Lévy frères, 1866
- Les Vacances de l'amour, 1867
- La Dryade, 1870
- Jaloux de soi, proverbe lyrique en 1 acte, pour chant et piano, 1873
- Les Souvenirs du sorcier, 1877

## Sources
- Adolphe Bitard, Dictionnaire général de biographie, M. Dreyfous, Paris, 1878
- Montjoyeux (alias Jules Poignard), La Comtesse Pilté, in Le Gaulois, quotidien, 02/01/1879 (no 3722).
- James de Chambrier, La Cour et la société du Second Empire, Perrin (Paris) 1902-1904[Note 1].
- Arthur Pougin, Biographie universelle des musiciens, Firmin-Didot, 1881